# Inżynieria środowiska

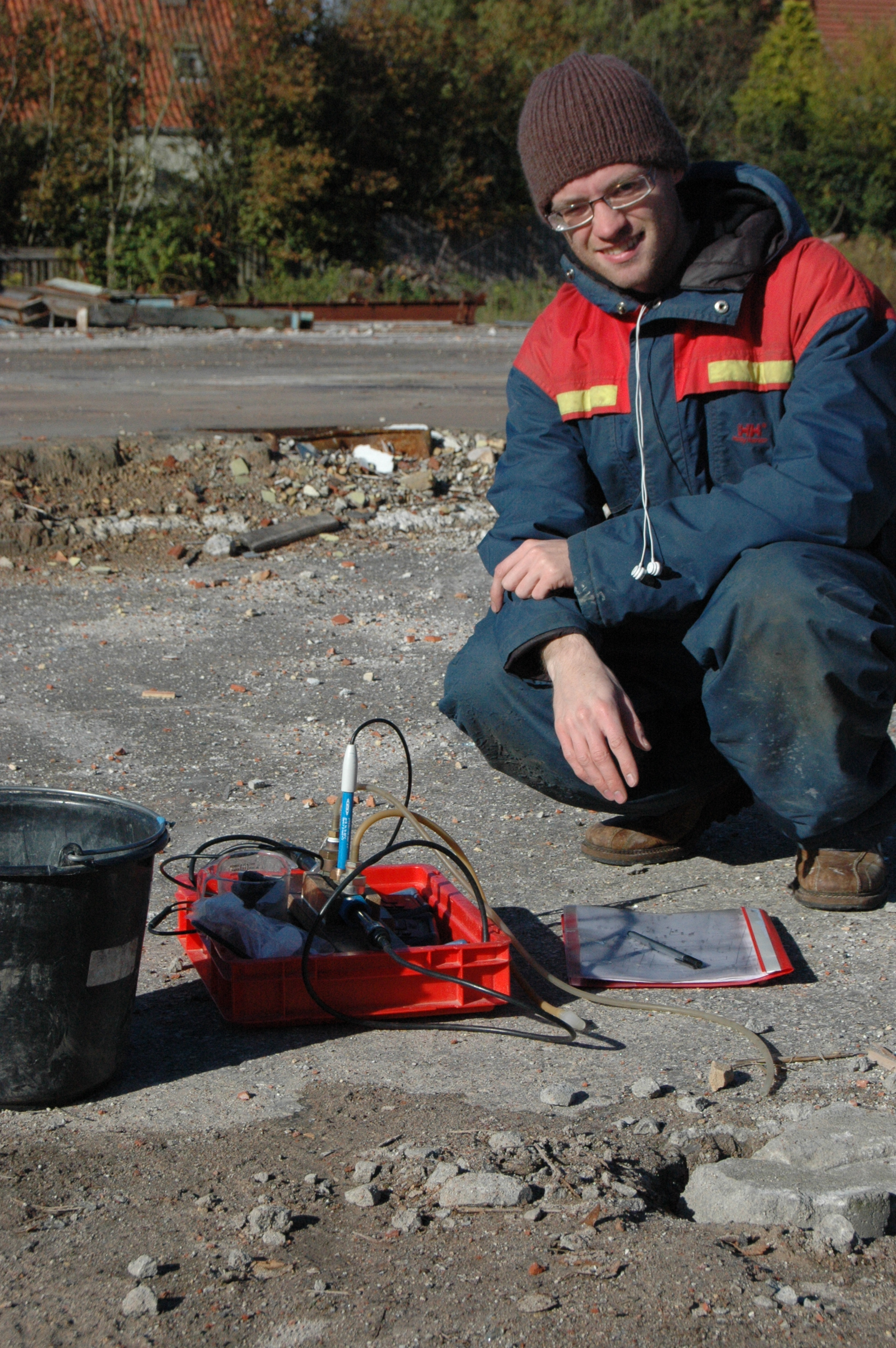
Inżynier środowiska przeprowadzający badanie gleby

Inżynieria środowiska – jedna z dyscyplin nauk technicznych, obejmująca swym zakresem przedsięwzięcia inżynierskie dążące do zachowania środowiska przyrodniczego w stanie równowagi oraz zachowania jego możliwości do samoregeneracji i samooczyszczania a w przypadku dewastacji środowiska (np. w wyniku katastrof, zbyt intensywnej działalności gospodarczej, awarii) zmierzające do przywrócenia tej równowagi. 
Inżynieria środowiska zajmuje się  takimi działaniami człowieka w środowisku jak budownictwo, rolnictwo, przemysł. Swoim zakresem obejmuje tak różne zagadnienia i kierunki badań, jak unieszkodliwianie ścieków i odpadów, melioracje, zaopatrzenie w wodę, ogrzewnictwo i klimatyzację, ochrona powietrza, monitoring i ochrona środowiska (inżynieria ekologiczna), gazownictwo, chłodnictwo, energetyka.